# Petr Mužák
Petr Mužák (10. března 1821 Světlá pod Ještědem — 8. února 1892 Praha) byl český středoškolský profesor. Řadu let vyučoval kaligrafii a kreslení na reálce v Ječné ulici. Publikoval řadu učebnic a odborných textů o výuce psaní a ornamentální kresby. Byl všeobecně uznávaný jako vlastenec a vzorný učitel. Jeho manželkou byla od roku 1852 spisovatelka Karolina Světlá.

## Život

### Mládí a studium
Narodil se 10. března 1821 ve Světlé pod Ještědem jako sedmý syn rychtáře. Rodiče z jeho narození zpočátku neměli velkou radost, protože si po šesti synech přáli konečně mít dceru. Brzy se ale u něj projevil studijní i výtvarný talent. V obecné škole byl nejlepším žákem, velmi pěkně psal švabachem a když pásl krávy, krátil si čas psaním a kreslením. Jeho nadání si všiml místní páter Fortunát. Jeho zásluhou se dostal na německou hlavní školu do Liberce, odkud pak přestoupil na německou vzornou hlavní školu do Prahy, kde se zaměřil na obor gramatický a technický. Na obou školách prospíval s vyznamenáním. V Praze také navštěvoval přednášky Pomologického spolku o pěstování ovocných stromů, hrál na klavír a zpíval.
V časopise Květy se dověděl o Fastrově kavárně u staroměstských mlýnů, kde se v té době (cca rok 1843) scházela vlastenecká společnost. Seznámil se tam např. s Karlem M. Lamblem, J. B. Pichlem, dr. Josefem R. Čejkou, Janem S. Tomíčkem, J. Frantou Šumavským a J. K. Tylem. Když se jim přiznal, že by rád četl české knihy, ale nemá na ně peníze, poradili mu, aby chodil do císařské knihovny. Zjistil přitom, že umí německy a francouzsky lépe než česky. Aby se zdokonalil v češtině, přihlásil se roku 1844 na přednášky o gramatice a literatuře. Když slovníkář František Špatný pořádal na Smíchově pěvecké besídky, byl Mužák jeho koncertním mistrem, který doprovázel zpěváky na klavír.

### Seznámení s Karolinou Světlou
Jako vzorný student dostal v Praze zdarma byt, ale peníze na další výdaje musel vydělávat doučováním. Určitou dobu se staral o domácnost koželuha Buriana na Malé Straně. Svou pečlivostí, spolehlivostí a skromností na něj udělal takový dojem, že ho doporučili jako soukromého učitele do rodiny obchodníka V. J. Rotta. Nastoupil tam roku 1843, aby učil „něžnou Sofii a ohnivou Johannu“ (budoucí spisovatelky Sofii Podlipskou a Karolinu Světlou) ve hře na klavír. Na Johannu zpočátku neudělal dobrý dojem — nechoval se zdaleka tak vybraně, jak byla ze svého okolí zvyklá. Brzy se ale v jejích očích začal stávat žádoucím „hrdinou“. Obdivovala jeho skromnost, pracovitost a lásku k rodičům.
Výuka zpočátku probíhala v němčině, jak bylo v tehdejších měšťanských rodinách zvykem. Když jednou nebyli rodiče doma, zazpíval a zahrál dcerám k jejich velkému nadšení několik českých písní. Když později zjistil, že ani poněmčení rodiče tomu nebrání, začal je také učit češtině a česky s nimi konverzovat. Johanna se do něj později zamilovala; s jejich svatbou ale její rodiče nesouhlasili, protože si pro dceru přáli bohatšího nápadníka.

### Pedagogická činnost a další život
V letech 1844-48 získal místo jako učitel na soukromé dívčí škole. Se souhlasem německého vedení nabádal žákyně ke čtení českých knih a cvičil je v přednesu českých básní.
Roku 1848 založil Karel Slavoj Amerling c. k. vzornou školu Budeč. Mužák do ní vstoupil, ale zůstal tam jen rok. V roce 1849 nastoupil jako zatímní profesor kreslení a krasopisu na nově otvíranou českou státní vyšší reálku, jejímž ředitelem byl Josef Wenzig. Po pěti letech dostal definitivu a na této škole zůstal až do odchodu do důchodu (1883).
Získáním stálého zaměstnání se mu podařilo přesvědčit Rottovy, aby svolili ke sňatku dcery Johanny. Vzali se 7. ledna 1852, jedním ze svědků byl historik Karel Vladislav Zap, účastnila se mimo jiné i Božena Němcová. Brzy je však postihla tragédie, zemřela jim dcerka. Mužák v důsledku toho přestal hrát na klavír a Johanna, aby se duševně zaměstnala, začala literárně tvořit. Jako pseudonym přijala název rodné obce manžela, kde často pobývala a kam umístila děj několika svých románů.
Od roku 1863 rovněž několik let vyučoval krasopis a kreslení na vyšší dívčí škole. Pomáhal manželce s organizací Ženského výrobního spolku a vytvářel jeho učební osnovy. V roce 1867 se účastnil pařížské výstavy jako jeden ze zástupců rakouského školství; město i celou Francii si od té doby velmi oblíbil.
Mužák měl ještě dvě mladší sestry (rodiče se nakonec dočkali). Jedna zemřela v sedmnácti letech, druhá se provdala do Pasek za Jana Sluku, ale ovdověla. Mužák, který měl obdiv k venkovskému životu a práci rolníků, pak za ní zajížděl a hospodařil na jejím statku, a když byl v Praze, posílal náměty jejímu synovi.

### Závěr života
27. října 1883 odešel ze zdravotních důvodů do výslužby; podle názoru lékaře bylo jeho zdraví podlomeno špatnou výživou v mládí. Chodil pak na procházky, hovořil s dalšími seniory a navštěvoval redakci listu Vyšehrad, který na jeho popud založil jeho žák Jan Klecanda. Účastnil se ještě Jubilejní zemské výstavy, obdivoval se Křižíkově fontáně, ale krátce poté vážně onemocněl. Zemřel „vysílením“ 8. února 1892 v Praze.

### Aféra Jana Nerudy a Karoliny Světlé
Karolina Světlá a Petr Mužák prožili mnoho let ve šťastném manželství. Známou výjimkou byla záležitost z počátku 60. let, kdy se na veřejnost dostaly informace o tajné korespondenci a schůzkách Světlé s Janem Nerudou. Neruda měl v té době známost s Annou Holinovou a zdálo se, že není příliš úspěšný literárně ani společensky. Světlá, v jejíchž povídkách a románech ženy často napravují muže, se jej v souladu se svou filosofií snažila přivést na správnou cestu. V dopisech Nerudu vyzývala, aby se nepoddával zklamání z neúspěchů, dbal o zevnějšek, nenadělal dluhy a nedostal se kvůli nim do vězení a staral se o Holinovou. Sestře Podlipské si pak stěžovala, že si Neruda podle ní ničí ducha, zdraví a čest; Světlá by ho ráda zušlechtila, pomohla mu přemoci lenost a vrátila ho k práci. Informace o těchto kontaktech vyšly na povrch zhruba r. 1863. Holinová opustila Nerudu, protože získala dojem, že ji používá jen pro odlákání pozornosti od Světlé; Petr Mužák zase vykázal Nerudu z domu a přísně zakázal své manželce se s ním stýkat. Záležitost zavdala příčinu ke spekulacím o možném milostném poměru Nerudy a Světlé i o nezřízeném životě Nerudy, které se dostaly i do literárně-historických studií. Podle Alberta Pražáka byly však tyto spekulace přehnané – Neruda se podle dostupných informací vždy choval zodpovědně, počátkem 60. let byl právě na začátku svého literárně nejplodnějšího období a starosti K. Světlé souvisely jak s její snahou vrátit někomu pomoc, kterou jí předtím poskytla sestra Sofie, tak i s Nerudovou protestní pózou, kterou mylně interpretovala jako počátek úpadku.

### Názory a hodnocení
Mužák byl mezi svými současníky známý jako vynikající pedagog a nadšený vlastenec. Byl přísný, důsledný, až pedanticky miloval pořádek. Trval na tom, aby žáci používali správné nástroje. (např. »Řádný kreslíř má ostrý nůž v pravé kapse u vesty.« [Používal se na ostření tužek; ořezávátko ještě nebylo vynalezeno.])
Poutavé byly i jeho výklady. Občas satiricky zesměšňoval některé národní nectnosti (říkal tomu „savoir vivre“, umění žít). Nesnášel lež a nezdvořilost, pěstoval u žáků smysl pro krásu. Miloval svůj předmět a když bylo třeba, trávil mnoho času přípravou. Někdy strávil i několik hodin, aby namíchal určitý barevný tón, který viděl na uměleckém díle nebo na látce.
Za své pedagogické výsledky byl opakovaně chválen nadřízenými a jeho žáci na něj s vděčností vzpomínali.
Smysl pro pořádek, ale také vlasteneckou snahu o prospěch národa, projevoval i v soukromém životě. Radoval se z českých podnikatelských úspěchů, káral ale majitele obchodů, kteří se o svůj podnik dobře nestarali. Vždy nakupoval u českých obchodníků a kritizoval ty, kdo svými nákupy podporoval cizí firmy. Tvrdil rovněž, že je potřeba pomáhat začínajícím podnikatelům, a sám se tím řídil. Uvažoval rovněž o založení novin pro české sedláky, kteří do té doby příliš nečetli. Toto přání mu svým časopisem Vyšehrad splnil žák Jan Klecanda. Zastával názor, že by úspěšní podnikatelé měli odvádět „národní daň“, a sám finančně podporoval Ústřední matici školskou.
Řadu let si vedl zápisník s „hesly“, kam si zapisoval různé nápady. Z nich je zřejmé, že především nesnášel zahálku, nepořádek, dluhy a plýtvání penězi. Neměl ale ani rád taneční a jiné zábavy a káral svého synovce a neteř, když na ně chodili.
Své manželce Karolině Světlé zakázal, aby o něm psala. Memoáry nakonec napsala až po jeho smrti, kdy si už některé starší události tak dobře nepamatovala. Kratší vzpomínky na Mužáka zveřejnili jeho žáci (např. již zmíněný Jan Klecanda, ale také např. František Xaver Svoboda, Adolf Heyduk a Josef Chaloupecký), rozsáhlé pak příbuzná Anežka Čermáková-Sluková.

## Dílo
Mužák zejména v počátcích své učitelské dráhy publikoval učebnice a další odborné texty na téma krasopisu a kreslení, které tehdy nebyly běžně dostupné. Knižně vyšly tyto jeho práce:
- Vzory krasopisné pro učitele na české reální škole (1848-55)[6]
- Krasopisné listy k užitku žákům vyšších škol reálných jakož i průmyslových (1848-55)[6]
- Návod ku kreslení přímočarých obrazcův průmyslových (1858)[13]
- Školské vzory krasopisné (1859-70)[6]
- Ornamentika měřická pro IV. tř. hlavních škol (1865)[6]
- Škola elementárního kreslení pro obecné školy národní (1871, 1873)[13]

Přispíval rovněž do časopisů a do Riegrova Slovníku naučného (pod značkou Mž.). Roku 1881 spolupracoval s profesorem Studničkou, který vydával časopis Český kreslič.